# Église Notre-Dame d'Ychoux
 (août 2012).
Si vous disposez d'ouvrages ou d'articles de référence ou si vous connaissez des sites web de qualité traitant du thème abordé ici, merci de compléter l'article en donnant les références utiles à sa vérifiabilité et en les liant à la section « Notes et références ».
L'église Notre-Dame est un lieu de culte catholique situé sur la commune d'Ychoux, dans le département français des Landes et la région Nouvelle-Aquitaine.

## Présentation
Édifiée dans le bourg d'Ychoux, l'église Notre-Dame, de style gothique du XVIe siècle, a été plusieurs fois restaurée au cours du XIXe siècle. En 1862, elle a été agrandie par un collatéral sud et un chevet, et une flèche est venue surmonter la vieille tour. 
Les peintures du chœur ont été réalisés en 1920 par Jean Henri Tayan, peintre montois, les autres en 1921 par Leduc, peintre de Bordeaux.